# Longischistura
Longischistura és un gènere de peixos de la família dels balitòrids i de l'ordre dels cipriniformes.

## Distribució geogràfica
Es troba a l'Índia (Kerala i Karnataka).

## Taxonomia
- Longischistura bhimachari (Hora, 1937)
- Longischistura striata (Day, 1867)[16][4][17][18][19][20][21]

## Estat de conservació
Només Longischistura striata apareix a la Llista Vermella de la UICN.